# Ajshil
Ájshil ali Ájshilos (starogrško: Αἰσχύλος, Aishýlos), starogrški dramatik, 525–456 pr. n. št.
Ajshil, doma iz Elevzine, je prvi pomembni grški dramatik in najstarejši iz trojice velikih grških tragikov (Evripid, Sofoklej). Bil je domoljub, kar odražajo njegove tragedije, goreč zagovornik atenske demokracije in globoko religiozen človek. Zaslužen je za razvoj tragedije kot dramske oblike.

## Življenje in ustvarjanje
Obdobje, v katerem je deloval, je prestopalo iz tiranije v demokracijo. Doživljal je eno najhujših preizkušenj, ki so kdaj pretresale Grčijo - agresijo perzijske velesile. Perzijskih vojn ni le pasivno doživljal, ampak je v bojih proti Perzijcem na Maratonskem polju in v Salamini tudi sam kot hoplit sodeloval (skupaj s svojima bratoma).
Pesniti je začel že zelo zgodaj. Legenda pravi, da je nekoč kot deček zaspal v vinogradu, kjer se mu je v sanjah prikazal Dioniz in mu ukazal, naj začne s pisanjem tragedij. Več kot štiri desetletja je Ajshil nastopal na tragiških agonih (tekmovanjih), ki so se vsako leto vrstila ob praznikih Velikih Dionizijev. Prvič naj bi nastopil leta 499 pr. n. št., njegova zadnja umetnina (Oresteja) pa je bila uprizorjena leta 458 pr. n. št. - dve leti pred smrtjo. Svojo prvo zmago naj bi doživel leta 484 pr. n. št., svoj prvi poraz pa naj bi doživel leta 468 pr. n. št., ko ga je premagal 30 let mlajši Sofokles. Nekajkrat je potoval na Sicilijo k sirakuškemu tiranu Hieronu (izobražen tiran), tam je leta 467 uprizoril tragedijo Peržani.
Upravičeno velja za utemeljitelja starogrške in s tem tudi evropske dramatike. Svoje odrske pesnitve je oblikoval tako, da se je tragedija razvila v gledališko umetnino - ob tem pa ni nikoli pozabil, da je tragedija sestavni del bogoslužja. Prepričan je bil, da svetu vlada nezgrešljiva Pravičnost (Δίκη) v imenu Zevsa, ki plačuje dobro in kaznuje hudo. V dramo vključil še drugega igralca in zmanjšal vlogo zbora. Za kasnejše evropsko gledališče sta bili pomembni predvsem trilogija Oresteja in tragedija Vklenjeni Prometej.
Po smrti je bil deležen velikih časti in vsak, ki je uprizoril njegovo tragedijo, mu je država plačala zbor. Znano je, da je tudi njegov sin Evforion pisal drame (tragedije). Umrl je v sicilskem mestu Geli, kjer so ga tudi pokopali in mu na grob vklesali napis, ki si ga je Ajshil sam sestavil:
Ajshila krije ta grob, Evforíonu sina, Atenca,

žitnica Gela bilà kraj je njegove poti.

Hrabrost njegovo lahko potrdi poljé Maratonsko,

dolgolasasti Peržan čutil njegovo je pest.

## Ohranjena dela
Napisal je približno 80-90 tragedij, vključno s satirskimi igrami, a se jih je do danes ohranilo le sedem - od preostalih nam je ostalo približno 400 fragmentov.
- Peržani - leta 472 pr. n. št.
- Sedmerica proti Tebam - leta 467 pr. n. št.
- Pribežnice - leta 463 pr. n. št.
- Agamemnon - leta 458 pr. n. št. kot del Oresteje
- Prinašalke pitnih darov - leta 458 pr. n. št. kot del Oresteje
- Evmenide - leta 458 pr. n. št. kot del Oresteje
- Vklenjeni Prometej